# غاري وليامز (عازف جاز)
غاري وليامز (بالإنجليزية: Gary Williams)‏ هو عازف جاز بريطاني، ولد في 15 ديسمبر 1970 في غريمسبي ‏ في المملكة المتحدة.

## وصلات خارجية
- غاري وليامز على موقع ميوزك برينز (الإنجليزية)
- غاري وليامز على موقع أول ميوزيك (الإنجليزية)
- غاري وليامز على موقع ديسكوغز (الإنجليزية)